# Antiche unità di misura del circondario di Reggio di Calabria
Sono qui riportate le conversioni tra le antiche unità di misura in uso nel circondario di Reggio di Calabria e il sistema metrico decimale, così come stabilite ufficialmente nel 1877; non si riportano le unità di misura e di peso stabilite con la riforma del 1840, rese uniformi nell'intero Regno di Napoli.
Nonostante l'apparente precisione nelle tavole, in molti casi è necessario considerare che i campioni utilizzati erano di fattura approssimativa o discordanti tra loro.

## Misure di lunghezza
Nel 1877, oltre alle unità ufficiali del 1840, sono indicate in uso alcune misure abusive.
| Comuni         | Denominazione | Valore   | Unità |
| -------------- | ------------- | -------- | ----- |
| Tutti i comuni | Canna         | 2,109360 | m     |
| Tutti i comuni | Palmo         | 0,263670 | m     |

Secondo l'uso abusivo anteriore al 1840 la canna si divide in 8 palmi, il palmo in 12 once, l'oncia in 5 minuti.
10 palmi fanno la pertica. 7 palmi fanno il passo. 10 passi fanno la catena. 100 catene fanno il miglio.
Come base delle misure agrarie si usavano pure nelle varie località passi da terra di palmi 7 1/2, 7 1/3, 8.

## Misure di superficie
Nel 1877, oltre alle unità ufficiali del 1840, sono indicate in uso alcune misure abusive.
| Comuni                                                                         | Denominazione                                                                                                | Valore   | Unità |
| ------------------------------------------------------------------------------ | --- | -------- | ----- |
| Tutti i comuni                                                                 | Palmo quadrato                                                                                               | 0,069522 | m²    |
| Reggio di Calabria                                                             | Quattronata di 256 1/2 passi quadrati di palmi 8 di lato                                                     | 1141,27  | m²    |
| Podargoni, Orti (borgata di Reggio)                                            | Tomolo di 576 passi quadrati di palmi 8 di lato                                                              | 2562,85  | m²    |
| Cannitello, Scilla                                                             | Migliaio di 250 passi quadrati di palmi 8 di lato                                                            | 1112,35  | m²    |
| Campo di Calabria                                                              | Migliaio di 275 passi quadrati di palmi 8 di lato                                                            | 1223,58  | m²    |
| Campo di Calabria, Villa San Giovanni, Cannitello, San Roberto, Salice Calabro | Moggio di 825 passi quadrati di palmi 8 di lato                                                              | 3670,75  | m²    |
| Catona                                                                         | Tomolata di 800 passi quadrati di palmi 8 di lato                                                            | 3559,52  | m²    |
| Fiumara                                                                        | Tomolata di 816 passi quadrati di palmi 8 di lato                                                            | 3630,71  | m²    |
| Scilla                                                                         | Moggio di 850 passi quadrati di palmi 8 di lato                                                              | 3781,99  | m²    |
| Bagnara Calabra                                                                | Tomolata di 784 passi quadrati di palmi 8 di lato                                                            | 3488,33  | m²    |
| Rosalì, Villa San Giuseppe                                                     | Tomolata di 816 3/4 passi quadrati di palmi 8 di lato; Tomolata di 972 passi quadrati di palmi 7 1/2 di lato | 3634,05  | m²    |
| Melito di Porto Salvo                                                          | Tomolata di 656 1/2 passi quadrati di palmi 8 di lato                                                        | 2921,03  | m²    |
| Sambatello                                                                     | Quattronata di 256 passi quadrati di palmi 8 di lato                                                         | 1139,05  | m²    |
| Santo Stefano, Motta, Pellaro, Calanna                                         | Tomolata di 768 passi quadrati di palmi 8 di lato                                                            | 3417,14  | m²    |
| Cardeto                                                                        | Quattronata di 272 1/4 passi quadrati di palmi 8 di lato                                                     | 1211,35  | m²    |
| Fossato di Calabria Ultra Prima                                                | Tomolata di 725 passi quadrati di palmi 8 di lato                                                            | 3225,81  | m²    |
| San Lorenzo, Bova                                                              | Moggio di 900 passi quadrati di palmi 7 1/3 di lato                                                          | 3364,86  | m²    |
| Bagaladi                                                                       | Moggio di 900 passi quadrati di palmi 7 1/2 di lato                                                          | 3519,54  | m²    |

64 Palmi quadrati abusivi fanno la canna quadrata abusiva.

## Misure di volume
Nel 1877, oltre alle unità ufficiali del 1840, sono indicate in uso alcune misure abusive.
| Comuni         | Denominazione | Valore | Unità |
| -------------- | ------------- | ------ | ----- |
| Tutti i comuni | Palmo cubo    | 18,331 | L     |

Secondo l'uso anteriore al 1840 mille palmi cubi fanno una pertica cuba, e 512 palmi cubi fanno la canna cuba.
La canna di costumanza per le fabbriche equivale ad un quarto di canna abusiva cuba.
La canna per la legna da fuoco di 256 palmi cubi abusivi equivale a mezza canna abusiva cuba.
Palmi cubi abusivi 9 1/3 fanno la soma per l'arena che si divide in 7 cofani.

## Misure di capacità per gli aridi
Nel 1877, oltre alle unità ufficiali del 1840, sono indicate in uso alcune misure abusive.
| Comuni         | Denominazione | Valore  | Unità |
| -------------- | ------------- | ------- | ----- |
| Tutti i comuni | Tomolo        | 55,3189 | L     |

Il tomolo, tanto prima che dopo il 1840, si divide in 24 misure.

## Misure di capacità per i liquidi
Nel 1877, oltre alle unità ufficiali del 1840, sono indicate in uso alcune misure abusive.
| Comuni                                                                                               | Denominazione              | Valore   | Unità |
| --- | -------------------------- | -------- | ----- |
| Reggio di Calabria, S. Alessio in Aspromonte, Melito di Porto Salvo, Gallico                         | Salma di 100 quartucci     | 107,1473 | L     |
| Reggio di Calabria, S. Alessio in Aspromonte, Melito di Porto Salvo, Gallico                         | Quartuccio di 40 once      | 1,071473 | L     |
| Cardeto, Orti (borgata di Reggio)                                                                    | Salma di 168 quartucci     | 180,0075 | L     |
| Cardeto, Orti (borgata di Reggio)                                                                    | Quartuccio di 40 once      | 1,071473 | L     |
| Campo di Calabria, Salice Calabro, Fiumara, Villa S. Giovanni, S. Roberto, Villa S. Giuseppe, Rosalì | Soma di 128 caraffe        | 114,2905 | L     |
| Campo di Calabria, Salice Calabro, Fiumara, Villa S. Giovanni, S. Roberto, Villa S. Giuseppe, Rosalì | Caraffa di un rotolo       | 0,892894 | L     |
| Catona                                                                                               | Quartara di 8 quartucci    | 7,0717   | L     |
| Catona                                                                                               | Quartuccio di 33 once      | 0,883965 | L     |
| Scilla                                                                                               | Barile di 40 quartucci     | 42,8589  | L     |
| Scilla                                                                                               | Quartuccio di 40 once      | 1,071473 | L     |
| Bagnara Calabra                                                                                      | Barile di 50 caraffe       | 44,6447  | L     |
| Bagnara Calabra                                                                                      | Caraffa di un rotolo       | 0,892894 | L     |
| Calanna                                                                                              | Salma di 101 1/3 quartucci | 108,5759 | L     |
| Calanna                                                                                              | Quartuccio di 40 once      | 1,071473 | L     |
| Laganadi                                                                                             | Salma di 104 quartucci     | 111,4332 | L     |
| Laganadi                                                                                             | Quartuccio di 40 once      | 1,071473 | L     |
| Podargoni                                                                                            | Salma di 105 quartucci     | 112,5047 | L     |
| Podargoni                                                                                            | Quartuccio di 40 once      | 1,071473 | L     |
| Motta, Pellaro                                                                                       | Salma di 144 quartucci     | 185,1506 | L     |
| Motta, Pellaro                                                                                       | Quartuccio di 48 once      | 1,285768 | L     |
| Bagaladi, San Lorenzo                                                                                | Barile di 60 quartucci     | 77,1461  | L     |
| Bagaladi, San Lorenzo                                                                                | Quartuccio di 48 once      | 1,285768 | L     |
| Roccaforte del Greco, Fossato                                                                        | Salma di 120 quartucci     | 154,2921 | L     |
| Roccaforte del Greco, Fossato                                                                        | Quartuccio di 48 once      | 1,285768 | L     |
| Africo                                                                                               | Carico di 96 cannate       | 102,8614 | L     |
| Africo                                                                                               | Cannata di 40 once         | 1,071473 | L     |
| Bova                                                                                                 | Quartuccio di 72 once      | 1,928652 | L     |
| Condofuri                                                                                            | Carico di 64 cannate       | 82,2891  | L     |
| Condofuri                                                                                            | Cannata di 48 once         | 1,285768 | L     |
| Roghudi                                                                                              | Cannata di 48 once         | 1,285768 | L     |

I pesi indicati nelle misure da vino sono quelli del volume di acqua distillata che dovevano contenere, e non servono che di nomenclatura distintiva.
| Comuni                                                                                                 | Denominazione                        | Valore   | Unità |
| --- | ------------------------------------ | -------- | ----- |
| Reggio di Calabria, Motta, Podargoni, Cardeto, Pellaro, Sambatello, San Lorenzo, Melito di Porto Salvo | Cafiso di rotoli 16,2 = 14,434 kg    | 15,8045  | L     |
| Gallico                                                                                                | Cafiso di rotoli 18 = 16,038 kg      | 17,5606  | L     |
| Campo di Calabria, Cannitello, Catona, Fiumara, Salice Calabro                                         | Cafiso di rotoli 12,96 = 11,547 kg   | 12,6436  | L     |
| Villa San Giovanni                                                                                     | Cafiso di rotoli 12,78 = 11,387 kg   | 12,4680  | L     |
| San Roberto                                                                                            | Cannata di rotoli 3,55 = 3,163 kg    | 3,463334 | L     |
| Scilla                                                                                                 | Cafiso di rotoli 21 = 18,711 kg      | 20,4873  | L     |
| Bagnara Calabra                                                                                        | Cafiso di rotoli 18 = 12,699 kg      | 12,3890  | L     |
| Calanna, Laganadi, Sant'Alessio in Aspromonte                                                          | Cafiso di rotoli 18,9 = 16,840 kg    | 18,4386  | L     |
| Rosalì, Villa San Giuseppe                                                                             | Cafiso di rotoli 10,6 = 11,227 kg    | 12,2924  | L     |
| Santo Stefano                                                                                          | Cafiso di rotoli 19,08 = 17,000 kg   | 18,6142  | L     |
| Condofuri, Roghudi, Roccaforte del Greco                                                               | Cannata di rotoli 1,44 = 1,283 kg    | 1,404845 | L     |
| Fossato                                                                                                | Cafiso di rotoli 20,88 = 18,604 kg   | 20,3703  | L     |
| Bagaladi                                                                                               | Cafiso di rotoli 17,28 = 15,396 kg   | 16,8581  | L     |
| Bova                                                                                                   | Quartuccio di rotoli 1,92 = 1,711 kg | 187,3127 | L     |

I pesi indicati per le misure dell'olio sono quelli del volume di olio che devo in esso contenersi, giacché nel sistema metrico napoletano l'olio si misurava a peso e non a capacità.

## Pesi
| Comuni         | Denominazione | Valore  | Unità |
| -------------- | ------------- | ------- | ----- |
| Tutti i comuni | Rotolo        | 890,997 | g     |
| Tutti i comuni | Libbra        | 320,759 | g     |

Secondo l'uso anteriore al 1840 cento libbre fanno il cantaro piccolo.
Gli orefici dividono l'oncia in 30 trappesi, il trappeso in 20 acini.
I gioiellieri dividono l'oncia in 130 carati, il carato in 4 grani, il grano in 16 sedicesimi.
I farmacisti dividono l'oncia in 10 dramme, la dramma in 3 scrupoli, lo scrupolo in 2 oboli, l'obolo in 10 acini o grani.
Dramme 1 1/2, fanno il peso aureo.
40 rotoli fanno un peso per la calce.
4 rotoli fanno una decina, peso da lana.
Si usavano pure rotoli speciali di once 40 e di once 50.

## Territorio
Nel 1874 nel circondario di Reggio di Calabria erano presenti 33 comuni divisi in 8 mandamenti.
- Bagnara Calabra • Bagnara Calabra
- Bova • Africo, Bova, Condofuri, Roccaforte del Greco, Roghudi
- Calanna • Calanna, Laganadi, Podàrgoni, Rosalì, Sambatello, Sant'Alessio in Aspromonte, Santo Stefano in Aspromonte, Villa San Giuseppe
- Gallina • Cardeto, Cataforio, Gallina, Motta, Pellaro
- Melito di Porto Salvo • Bagaladi, Melito di Porto Salvo, Fossato, San Lorenzo
- Reggio di Calabria • Reggio Calabria
- Scilla • Scilla
- Villa San Giovanni • Campo di Calabria, Cannitello, Catona, Fiumara, Gallico, Salice Calabro, San Roberto, Villa San Giovanni